# Политбюро ЦК Коммунистической партии Кубы
Политбюро Центрального Комитета Коммунистической партии Кубы — высший руководящий орган Коммунистической партии Кубы в период между сессиями Центрального комитета. Возглавляется первым секретарём ЦК Коммунистической партии Кубы.

## 1-й созыв: 1975—1980
- Фидель Кастро Рус
- Рауль Кастро Рус
- Хуан Альмейда Боске
- Освальдо Торрадо Дортикос
- Гильермо Гарсиа Фриасом
- Армандо Харт Давалос
- Рамиро Вальдес Менендес
- Серхио дель Валье-Хименес
- Кальдерио Блас Рока
- Хосе Рамон Мачадо Вентура
- Карлос Рафаэль Родригес
- Педро Мирет Прието
- Арнальдо Милиан Кастро

## 2-й созыв: 1980—1986
- Фидель Кастро Рус
- Рауль Кастро Рус
- Хуан Альмейда Боске
- Рамиро Вальдес Менендес
- Гильермо Гарсиа Фриасом
- Хосе Рамон Мачадо Вентура
- Кальдерио Блас Рока
- Карлос Родригес Родригес Рафаэль
- Освальдо Торрадо Дортикос
- Педро Мирет Прието
- Серхио дель Валье Хименес
- Армандо Харт Давалос
- Арнальдо Милиан Кастро
- Хорхе Вальдес Рискет-Сальдана
- Хулио Камачо Агилера
- Османи Сьенфуэгос Горриаран

## 3-й созыв: 1986—1991
- Фидель Кастро Рус
- Рауль Кастро Рус
- Хуан Альмейда Боске
- Хулио Камачо Агилера
- Османи Сьенфуэгос Горриаран
- Абелардо Коломе Ибарра
- Вильмой Эспин Гильоис
- Армандо Харт Давалос
- Эстебан Ласо Эрнандес
- Хосе Рамон Мачадо Вентура
- Педро Мирет Прието
- Хорхе Вальдес-Сальдана Рискет
- Карлос Родригес Родригес Рафаэль
- Роберто Вейга Менендес

## 4-й созыв: 1991—1997
- Первый секретарь Центрального Комитета: Фидель Кастро Рус
- Второй секретарь Центрального Комитета: Рауль Кастро Рус
- Хуан Альмейда Боске
- Карлос Альдана Эскаланте
- Консепсьон Кампа Уэрго
- Хулио Касас Регейро
- Османи Сьенфуэгос Горриаран
- Леопольдо Синтра Фриас
- Абелардо Коломе Ибарра
- Мария де Лос Анхелес Гарсия
- Ядира Гарсия Вера
- Альфредо Гонсалес Ондаль
- Альфредо Хордан Моралес
- Карлос Лахе Давила
- Эстебан Ласо Эрнандес
- Хорхе Перес Ласкано
- Хосе Рамон Мачадо Вентура
- Пальмеро Кандидо Эрнандес
- Абель Прието Хименес
- Хулиан Альварес Рисо
- Роберто Робайна Гонсалес
- Карлос Родригес Родригес Рафаэль
- Улисес Росалес дель Торо
- Педро Леаль Росс
- Нельсон Перес Торрес

## 5-й созыв: 1997—2011
- Фидель Кастро — первый секретарь ЦК
- Рауль Кастро Рус — второй секретарь Центрального Комитета
- Эстебан Ласо Эрнандес
- Карлос Лахе Давила
- Рикардо Аларкон де Кесада
- Улисес Росалес дель Торо
- Хуан Альмейда Боске
- Хосе Рамон Мачадо Вентура
- Хосе Рамон Балагер Кабрера
- Педро Леаль Росс
- Консепсьон Кампа Уэрго
- Абель Прието Хименес
- Хулио Касас Регейро
- Марио Мигель Диас-Канель Бермудес
- Леопольдо Синтра Фриас
- Педро Саэс Де-Монтехо
- Абелардо Коломе Ибарра
- Хорхе Луис Сьерра Крус
- Мисаил Энаморадо Дагер
- Рамиро Вальдес Менендес
- Рамон Эспиноса Мартин
- Сальвадор Вальдес Меса
- Ядира Гарсия Вера
- Альваро Лопес Миера

## 6-й созыв: 2011—2016
- Рауль Кастро Рус — Первый Секретарь
- Хосе Рамон Мачадо Вентура — Второй Секретарь
- Рамиро Вальдес Менендес
- Абелардо Коломе Ибарра
- Эстебан Ласо Эрнандес
- Мигель Диас-Канель Бермудес
- Леопольдо Синтра Фриас
- Рамон Эспиноса Мартин
- Альваро Лопес Миера
- Сальвадор Вальдес Меса
- Мерседес Лопес Асеа
- Марино Мурильо Хорхе
- Абдель Искьердо Родригес
- Бруно Родригес Паррилья (избран на 5-м пленуме Центрального Комитета 6-го — 11 декабря 2012)

## 7-й созыв: 2016—2021
- Рауль Кастро Рус
- Хосе Рамон Мачадо Вентура
- Марио Мигель Диас-Канель Бермудес
- Эстебан Ласо Эрнандес
- Рамиро Вальдес Менендес
- Сальвадор Вальдес Меса
- Леопольдо Синтра Фриас
- Бруно Эдуардо Родригес Паррилья
- Марино Альберто Мурильо Хорхе
- Ласара Мерседес Лопес Асеа
- Альваро Лопес Мьера В.
- Рамон Эспиноса Мартин
- Улисес Гиларте де Насименто
- Роберто Моралес Охеда
- Мириам Гарсиа Никада
- Тереса Амарелье Боуэ
- Марта Айала Авила